# Махаты, Густав
Густав Махаты (чеш. Gustav Machatý; 9 мая 1901 года, Прага, Чехословакия — 14 декабря 1963 года, Мюнхен, ФРГ) — чешский режиссёр, сценарист и актёр. Снял 17 фильмов с 1919 по 1955 годы, включая «Экстаз» (1933). Кроме того, написал сценарии для 10 фильмов с 1920 по 1955 годы. Известен как инспиратор, затрагивавший эротические темы.

## Биография
Работая с 12 лет в кино, сначала в качестве пианиста, а затем актёра, в 18 лет он уже начал снимать фильмы.
Уехав в США в 1921 году и пробыв там 4 года ассистентом у режиссёров Дэвида Гриффита и Эрих фон Штрогейма, он вернулся на родину и снял свой первый успешный фильм Крейцерова соната, а затем Эротикон, который формально относится к немецкому стилю Kammerspielfilm.
Заслуженный успех ждала одна из его следующих работ — картина «Экстаз», за которую он получил на МКФ в Венеции (1934 года) приз Муссолини за лучшую режиссуру. Фильм вывел на большую киносцену будущую звезду Голливуда Хэди Ламарр, хотя и вызвал негодование Католической церкви и цензоров за кадры с обнаженной актрисой.
Однако в связи с политическими событиями, Густав Махаты уехал за границу в США, где снял Ревность — фильм, не принятый публикой, и, вернувшись в 1951 году в Европу, помогал снимать кино в ФРГ, будучи профессором Мюнхенской школы кино.

## Избранная фильмография
- Крейцерова соната, 1927
- Эротикон, 1929
- С субботы на воскресенье[англ.], 1931
- Экстаз, 1933
- Благословенная земля, 1937
- Мадам Икс[англ.], 1937
- Покорение[англ.], 1937
- В рамках закона, 1939
- Ревность, 1945